# Claus Brandmair
Claus Brandmair (* 21. Mai 1953 in Lechhausen) ist ein ehemaliger deutscher Fußballspieler.

## Karriere
Claus Brandmeir ist der Rekordspieler des FC Augsburg mit über 500 Einsätzen.